# もしも (RADWIMPSの曲)
「もしも」は、RADWIMPSの楽曲。2003年5月3日に1枚目のシングルとしてNEWTRAXXよりリリースされた。

## 背景とリリース
1万枚限定で100円で販売され、即完売となった。現在では廃盤となっている。
旧メンバーでの唯一のシングル。

## 収録内容
| 全作詞・作曲: 野田洋次郎、全編曲: RADWIMPS。 |                    |            |            |
| #                                            | タイトル           | 作詞       | 作曲・編曲 |
| 1.                                           | 「もしも」         | 野田洋次郎 | 野田洋次郎 |
| 2.                                           | 「「僕」と「僕」」 | 野田洋次郎 | 野田洋次郎 |
| 3.                                           | 「おっぱい」       | 野田洋次郎 | 野田洋次郎 |

## 楽曲解説
もしも
2002年のYHMFでこの楽曲を演奏し優勝を果たした。
ライブにおいては、ファンがアンコールを求める際にこの曲のサビを合唱するのが定番となっている。一方、演奏される頻度は少なく、「封印された」と表現されることもある。メジャーデビュー後にこの楽曲が演奏されたのは2007年8月30日に横浜アリーナで行われた「セプテンバーまだじゃん。」、2015年12月23日に幕張メッセで行われた「10th ANNIVERSARY LIVE TOUR FINAL RADWIMPSのはじまりはじまり」、2023年6月13日にzepp nagoyaで行われた「BACK TO THE LIVE HOUSE TOUR 2023」の3公演のみである。
アルバム『RADWIMPS』にはアルバムバージョンが収録されている。
「ぼく」と「僕」
全英語詞。カップリングながらアルバム『RADWIMPS』にも収録されている。
おっぱい
巨乳・貧乳を気にしている女性を励ます内容の歌詞であるが、ラストで野田洋次郎は結局巨乳の方が好きである事を告白している。
歌詞カードには「自分大好き ずっと大好き おっぱい大好き♡」とのみ書かれている。